# Die Troerinnen (Seneca)

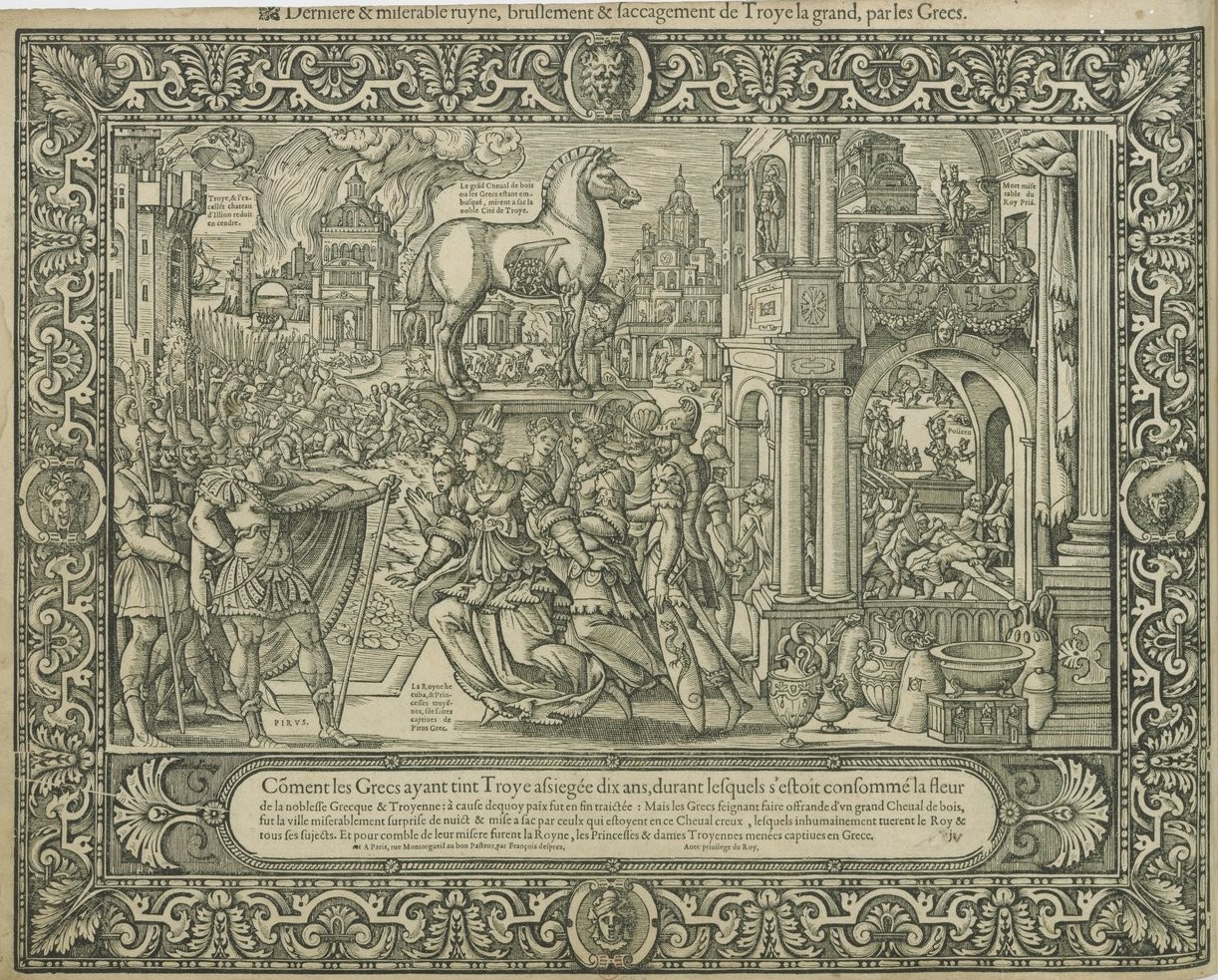
François Desprez: Einnahme, Zerstörung und Plünderung Trojas durch die Griechen

Die Troerinnen, auch Trojanerinnen, Troades und Troas ist eine Tragödie von Lucius Annaeus Seneca.

## Übersicht

### Personen – Personae Dramatis
Trojanische Personen
- Hekabe, Königin von Troja, Witwe des Priamos, Mutter vieler Kinder, einschließlich Hektors
- Andromache, Witwe Hektors und Schwiegertochter Hekabes
- Alter Mann (Senex), Diener Andromaches
- Astyanax, Andromaches junger Sohn
- Polyxena (stumm), Hekabes Tochter
- Chor der Troerinnen

Griechische Personen
- Talthybios, Bote
- Pyrrhos, Achilleus’ Sohn, Thronerbe Thessaliens
- Agamemnon, König von Mykene, Oberbefehlshaber der griechischen Truppen vor Troja
- Kalchas, Seher und Priester
- Odysseus, König von Ithaka, Stratege der trojanischen Niederlage
- Helena, verheiratet mit Menelaos, Agamemnons Bruder; ihre Entführung durch Paris, Hekabes Sohn, löste den Trojanischen Krieg aus.
- Boten
- Soldaten (stumm)

### Ort der Handlung

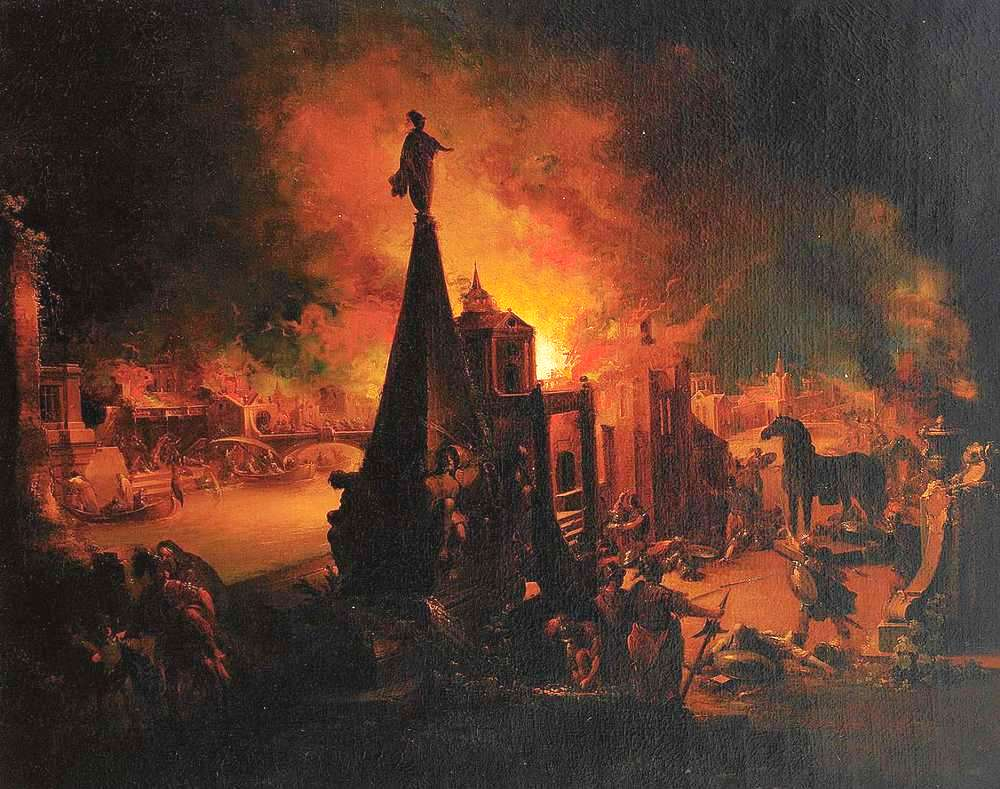
J. G. Trautmann: Das brennende Troja

Die Handlung spielt auf der Fläche zwischen dem noch schwelenden, zerstörten Troja und dem Meer mit wechselnden Schauplätzen. Akt III entwickelt sich an Hektors Grab.

### Hintergrund
Nach einer 10-jährigen Belagerung ist Troja durch die von Odysseus ersonnene Kriegslist des Trojanischen Pferdes in die Hände der Griechen gefallen. Die Mauern wurden erstürmt, die Stadt brannte ab. König Priamos wurde durch Phyrros grausam ermordet. Die Troerinnen sind Gefangene und werden bald als Sklavinnen und Konkubinen mittels Losverfahren unter den Siegern verteilt. Die griechische Flotte ist bereit zur Abfahrt.

## Handlung

### Akt I
- Hekabe, Chor der Troerinnen
  - Hekabe beginnt ihren einführenden, verzweifelten Monolog mit Gedanken zum Untergang Trojas. Wankelmütige Götter und Fortuna erbrachten den Beweis, dass es nicht lohnt, auf die Götter zu vertrauen. Troja brennt und wird geplündert. Sie selbst habe vergebens während ihrer Schwangerschaft schon vor Kassandra das drohende Unheil für die Stadt gesehen. (V. 1–37) Auch der grausame Mord des Phyrros an Priamos habe sich ihr im Traum offenbart. Sie klagt die Göttinnen und Götter an, dass Priamos nicht einmal ein Grab habe. Alle trojanischen Frauen würden verlost, versklavt und als Beute griechischen Männern überlassen. Jetzt sei eine Zeit der Klage und der Ehrungen für das untergegangene Troja. (V. 38–66)
  - Der Chor ergänzt, dass die Frauen das schon all die Jahre seit des schicksalhaften Besuchs des Paris in Sparta täten. 10 Jahre sind seitdem vergangen, ohne dass es einen Tag ohne Trauer gegeben hätte. Gelehrig wollten sie ihrer Königin beim Trauern folgen. (V. 67–82)
  - Hekabe setzt den Dialog fort und fordert den Chor auf, sich auch äußerlich in Kleidung und fließendem Haar als Trauernde zu erkennen zu geben und noch einmal das Klagen zu steigern, wenn man den Tod Hektors beweine. (V. 83–97)
  - Der Chor zeigt das Einverständnis mit Hekabe durch sein Umkleiden für die Trauerhandlungen. Der bloße Oberkörper solle so von ihren Händen malträtiert werden, dass überall Trojas Seufzer zu hören seien, wenn der Chor der Troerinnen Hektor betrauere. (V. 98–115)
  - Hekabe singt das Loblied auf Hektor und beschreibt seine besondere Rolle im Krieg gegen die Griechen. Ein Schutzwall, die Mauer Trojas sei er gewesen, und mit ihm sei auch Troja gefallen. Dann betrauert man namentlich Priamos. (V. 116–130)
  - Der Chor stimmt jetzt ein Loblied auf den großen König Priamos an, der schließlich nach dem Tod der Kinder Hekabes als Opfer Jupiters hingeschlachtet wurde. (V. 131–140)
  - Hekabe gibt der Trauer eine andere Richtung. Letztlich sei Priamos nicht zu beklagen, denn er sei glücklich, wenn er frei zu seinen Manen schreite. Er erlebe nicht mehr die jetzt herrschende Unfreiheit. Er sei kein Gefangener der Atriden, des Betrügers Odysseus, kein Schaustück im Triumphzug von Mykene. (V. 141–155)
  - Der Chor tut, wie ihm geheißen: Frei sei Priamos, singt er, als König wandele er glücklich im Elysium auf der Suche nach Hektor. Wer, im Krieg sterbend, alles mit sich nähme, sei glücklich. (V. 156–163)

### Akt II
- Talthybios, Chor der Troerinnen
  - Talthybios berichtet, dass die Griechen wieder, wie in Aulis, an der Abfahrt gehindert würden. Warum, fragt der Chor. Der Bote erzählt von einer Vision, dass an der gesamten Küste der erzürnte tote Achilleus, zu hören gewesen sei, Unheil verkündend. Polyxena solle mit Phyrros verheiratet werden, der sie danach an Achilleus’ Grab töten solle. Darauf habe sich die Erde über ihm wieder geschlossen. (V. 164–202)
- Phyrros, Agamemnon, Kalchas
  - Phyrros singt vor Agamemnon ein Heldenlied auf seinen Vaters, der Troja besiegt habe. Agamemnon dagegen habe es nur zerstört. Deshalb sei es nur gerecht, Achilleus in Form von Polyxenas Tod eine Belohnung zukommen zu lassen. (V. 203–249)
  - Agamemnon aber mahnt zu Mäßigung, da Großes jederzeit wieder zu Fall kommen könne. Das gelte auch für die Sieger über Troja. Gefährlich sei der Zorn, der Troja zerstörte und den er leider nicht zügeln konnte. Daher werde er einen Mord an Polyxena nicht dulden. (V. 250–291)
  - Phyrros beschwert sich darüber, dass Achilleus so nicht geehrt werde. (V. 292)
  - Agamemnon widerspricht, dass Tieropfer sehr wohl angemessen, aber Menschenopfer barbarisch seien. Es folgt ein erbitterter Streit über die Deutung der vergangenen Kämpfe. (V. 293–300)
  - Phyrros attackiert aggressiv und beharrlich Agamemnon, der sich vor den Kämpfen gedrückt habe.
  - Agamemnon wirft Phyrros unbedachtes Handeln vor, besonders den Mord an König Priamos. (V. 301–348)
  - Agamemnon lässt Kalchas rufen, der in dieser Angelegenheit entscheiden soll. (V. 349–359)
  - Kalchas, sich auf die Fata berufend, befindet die Verheiratung und das Opfer Polyxenas für angemessen, da sonst die griechische Flotte nicht auslaufen könne. Zudem fordert er ein weiteres Opfer der Unterlegenen. Hektors Sohn, Priamos’ Enkel, Astyanax, solle vom höchsten Turm der Stadt gestürzt werden. (V. 360–370)
- Chor der Troerinnen
  - Der Chor beginnt sein 2. Lied mit der Frage, was der Tod für die Menschen bedeute: Ein Leben nach dem Tod oder nicht? Nichts sei der Tod, nach dem Tod folge das Nichts für Körper und Seele. Die Unterwelt mit Cerberus sei nichts als leeres Gerede. Wo das ungeborene Leben ruhe, sei auch die letzte Ruhestätte für die Toten. (V. 371–408)

### Akt III
- Pierre Paul Prud‘hon: Andromache und AstyanaxAndromache, Alter Mann, Astyanax

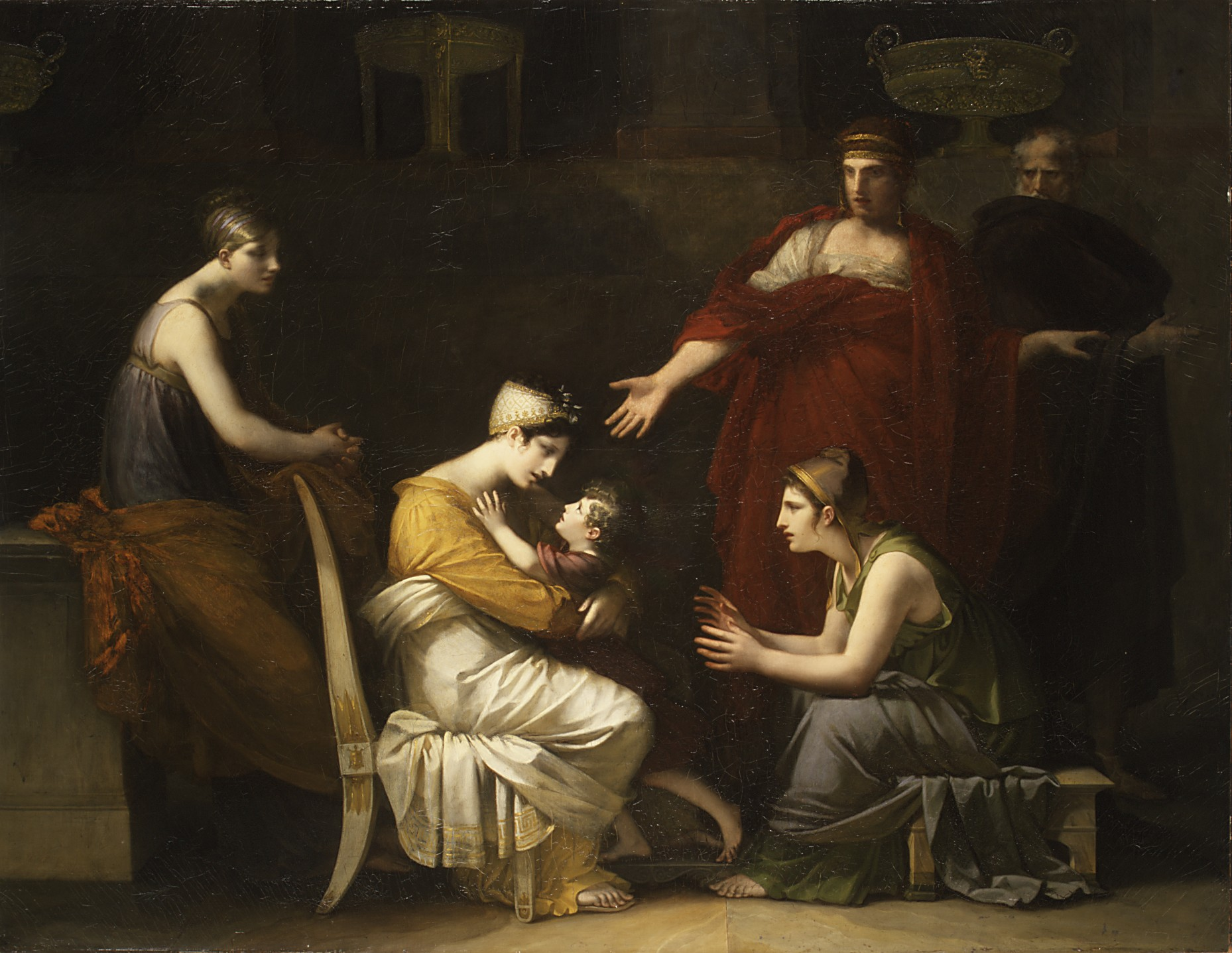
Pierre Paul Prud‘hon: Andromache und Astyanax

  - Andromache wendet sich an den Chor. Trauer, die durch Tränen zu lindern sei, weise auf kein schweres Schicksal hin. Sie aber habe schon länger ihren Mann, Hektor, durch den wilden Achilleus verloren. Seitdem sei sie empfindungslos, könne ihm auch nicht folgen, weil er es ihr verbiete. Keinen Raum mehr gäbe es für Glück. (V. 409–425)
  - Der Alte fragt nach dem Grund ihrer Sorgen. (V. 426)
  - Sie beschreibt ihren Traum, in dem ein trauriger Hektor ihr erschienen war und die Lebensgefahr für ihren Sohn verkündete. Sie solle schnellstens ihren Sohn in Sicherheit bringen. Dann entschwand Hektors Schatten und sie sei entsetzt aufgewacht. Die Hoffnung auf das Wiedererstehen Trojas sei Astyanax. Jetzt müsse sie ihn verstecken und sucht den gewaltigen Grabhügel ihres Gatten aus. Dieser Ort des Todes lässt sie mit all seiner Vorbedeutung zittern. (V. 426–488)
  - Der Alte versucht sie zu beruhigen und rät ihr zu, Astyanax in Hektors Grab zu verstecken. Astyanax weicht zurück, doch der Alte ist von dem verschlossenen Versteck überzeugt. Andromache solle sich zur Ablenkung der Griechen an einen anderen Ort begeben. Der Alte sieht dann Odysseus sich nähern, worauf Andromache entsetzt ihren Sohn dem Grabhügel anvertraut. (V. 489–523)
- Odysseus, Andromache
  - Odysseus behauptet für alle Griechen zu sprechen, wenn er Astyanax' Auslieferung fordert. Die Fata würden das angeblich verlangen, damit die Flotte in See stechen könne und man keine Angst mehr vor der Rache des Sohnes Hektors haben müsse. (V. 524–532)
  - Andromache fragt, ob Kalchas dies geweissagt habe. (V. 533)
  - Odysseus antwortet, auch wenn Kalchas dies nicht getan hätte, er sich jedoch an den Ausspruch Hektors erinnere, dass edelgeborener Same sich schließlich wieder erhöbe. Viele Beispiel belegten dies. Andromache solle dies verstehen und die Griechen von ihrer Furcht befreien. Sie solle ihn nicht für grausam halten, da er dafür ausgelost wurde. (V. 524–555)
  - Odysseus durchschaut Andromaches List, als sie, scheinbar verzweifelt, klagend nach dem Schicksal ihres Sohnes fragt. Odysseus insistiert, droht mit Folter und Tod. (V. 556–581)
  - Andromache bittet ihn geradezu um ihren Tod, den sie selbst erstrebe. ** Odysseus setzt sie damit unter Druck, dass sie unter Folter alles verraten werde. Andromaches Liebe zu ihrem Sohn gebe Odysseus Recht, denn auch die Griechen würden alles für ihre Kinder tun, um eine Revanche zu verhindern. Andromache versucht Odysseus’ Argument zu kontern mit der Mitteilung, Astyanax sei tot. (V. 582–597)
  - Odysseus verlangt Sicherheiten für diese Aussage. (V. 598)
  - Andromache schwört es. (V. 599–604)
  - Odysseus bleibt misstrauisch, da er aus ihrem nervösen Verhalten eher auf Furcht als auf Trauer schließt. Schließlich schickt er Soldaten los, Astyanax zu suchen. Außerdem droht er zur Entsühnung der Flotte, die Asche Hektors im Meer verstreuen zu lassen und das Grab dem Erdboden gleichzumachen. (V. 605–641)
  - Andromache ringt mit sich. Soll sie zulassen, dass die Asche Hektors überall zerstreut, ihr Sohn vom höchsten Turm der Stadt gestürzt werde? Astyanax müsse sie retten, den die Griechen fürchten. (V. 642–662)
  - Odysseus verstärkt den Druck, indem er mit der vollständigen Zerstörung des Grabmals von Hektor droht. (V. 663–667)
  - Andromache weist auf das Ungeheuerliche hin, das es bisher nicht gab. Die Toten hatten die Griechen in Ruhe gelassen. Andromache will bis zu ihrem eigenen Tod sich widersetzen. (V. 668–677)
  - Odysseus muss seine Leute ermahnen, nicht auf Andromache zu hören und die gegebenen Befehle zu vollziehen. (V. 678–685)
  - Dann wechselt sie ihre Taktik, wirft sich Odysseus zu Füßen und appelliert an seinen Familiensinn und bittet um Erbarmen. (V. 686–704)
  - Als Odysseus seine Forderung wiederholt, gibt sie auf und fordert Astyanax auf, aus dem Grabmal zu kommen. Niederwerfen soll er sich vor Odysseus und um Schutz flehen. Flehendlich bittet sie um Milde. (V. 705–735)

- Odysseus, Andromache, Astyanax

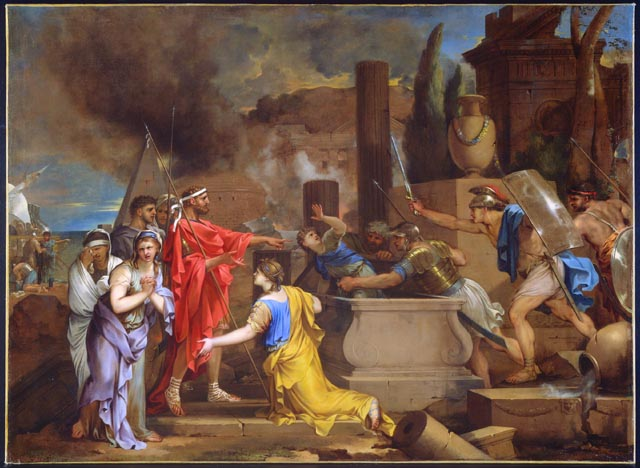
Sébastien Bourdon: Odysseus entdeckt Astyanax in seinem Versteck

  - Odysseus gibt sich mitleidig, allerdings nur mit den griechischen Müttern. (V. 736–738)
  - Andromache kämpft verzweifelt um das Leben ihres Sohnes, der doch gar keine Möglichkeit habe, sich zu rächen. Es solle ihm gewährt werden, als Sklave zu dienen. (V. 739–748)
  - Odysseus erklärt, dass dies  Kalchas, nicht Odysseus verbiete. (V. 749)
  - Andromache beschimpft Odysseus als Fädenzieher hinter dem Unheil, das Troja traf, der selber keine kämpferische Tapferkeit zeige, sondern sogar gegen Kinder kämpfe. (V. 750–756)
  - Dagegen verwahrt sich Odysseus knapp und verweist auf die Zeitnot angesichts der Abfahrt der griechischen Flotte. Schließlich gewährt er Andromache einen kurzen Aufschub, Weinen erleichtere ihr Herz. (V. 757–759, 762–765)
  - Sie wendet sich klagend an ihren Sohn, dem eine hoffnungsvolle Zukunft gestohlen werde und ein schrecklicher Tod bevorstehe. (V. 760–762, 766–784)
  - Odysseus unterbricht sie schließlich. (V. 785, 786)
  - Sie verabschiedet sich von ihrem Sohn mit den Worten, dass er als freier Mensch gehen solle. (V. 787–791)
  - Astyanax bittet seine Mutter um Erbarmen, klammert sich an seine Mutter. (V. 791)
  - Andromache vergleicht ihn mit einem Jungtier, das sich vor den Griechen wie vor Löwen schützen wolle und das als schwächere Beute trotzdem fortgetragen werde. Tränen und Küsse hat sie für ihren Sohn, aber eine Anklage gegen Hektor, dass er das jetzige Unheil zulasse. (V. 792–811)
  - Odysseus beendet die Szene mit dem Befehl, Astyanax seiner Mutter zu entreißen. (V. 812, 813)
- Chor der Troerinnen
  - Der Chor erhebt einen Gesang über griechischen Orte, an die die Frauen verschleppt werden. Hauptsache, dass man nicht nach Sparta, Argos, Mykene, Neritos oder Ithaka gebracht werde. Dann, an Hekabe gewandt, fragt er nach ihrem Schicksal. (V. 814–860)

### Akt IV

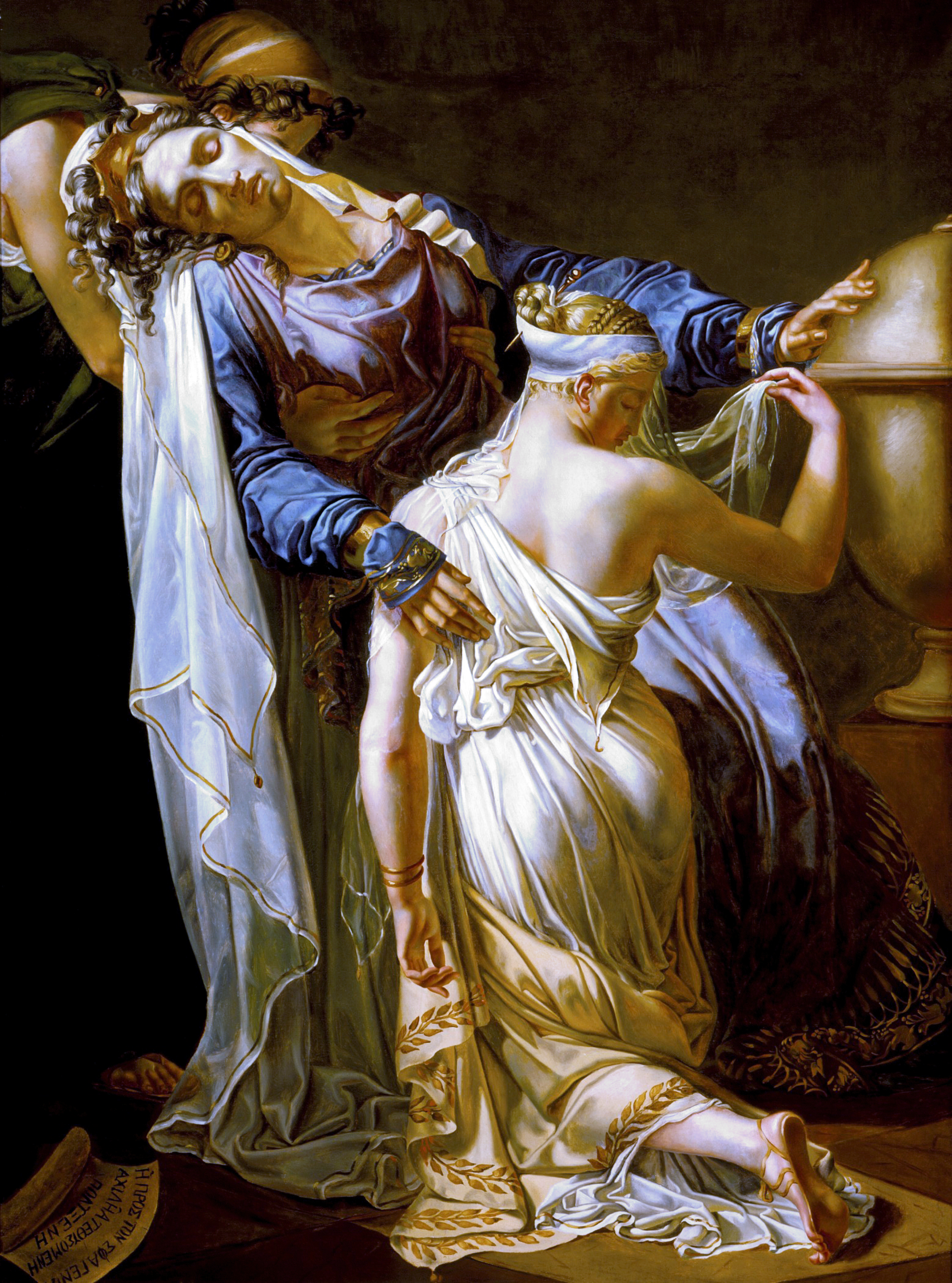
Merry-Joseph Blondel (France, Paris, 1781–1853): Hekabe und Polyxena

- Merry-Joseph Blondel (France, Paris, 1781–1853): Hekabe und Polyxena Helena, Andromache, Hekabe, Polyxena
  - Helena reflektiert über die kommende Zwangsverheiratung der Polyxena mit Phyrros. Sie werde gezwungen, die Hochzeit zu verkünden und ihr griechischen Brautschmuck zu bringen. Alles sei eine große Täuschungsaktion, die aber auf die griechischen Urheber des Plans zurückfalle. (V. 861–871) Sie wendet sich an Polyxena und versucht die Verheiratung als besondere Gnade darzustellen. Nicht einmal Troja hätte ihr eine solche Aussteuer, eine solch ehrenhafte Hochzeit mit einem großen Herrscher ermöglicht. Zeit sei es, die Trauergewänder abzulegen, die Gefangenschaft zu beenden. (V. 872–886)
  - Andromache antwortet sarkastisch und entsetzt. Für eine solche Hochzeit brauche man keine Hochzeitsfackeln, da Troja noch brenne. Ausgerechnet Helena, die Unheil über beide Seiten brachte, stifte eine Ehe? Solch eine Hochzeit könne man nur mit Wehklagen und Seufzern feiern. (V. 887–903)
  - Helena antwortet, dass gerade sie selbst Anlass zum Klagen habe, da sie Ziel von Angriffen beider Seiten sei. Menelaus werde kein gnädiger Richter sein. Andromache solle nun Polyxena überreden. Kaum könne sie noch ihre Tränen zurückhalten. (V. 904–925)
  - Andromache tut alles andere als das Aufgetragene. Sie fordert sie auf, die geplante Todesart für Polyxena offenzulegen. Sie solle sie nicht täuschen und die Wahrheit sagen. Die Troerinnen seien auch ohne Täuschung bereit, den Tod zu erleiden. (V. 926–937)
  - Helena wünscht sich einen Tod, wie ihn Polyxena erleiden werde. (V. 938–944)
  - Andromache berichtet dann, was sie sieht. Eine mutige Polyxena habe freudig das Todesurteil vernommen, lege die Hochzeitsgewänder an. Die erstarrte Hekabe allerdings solle Mut schöpfen, so Andromache. (V. 945–954)
  - Hekabe spürt immer noch des toten Achilleus’ Wirken. Sie beklagt den Verlust ihrer Kinder, die sie eben noch umgaben. Den Tod ersehnt sie für sich. Zu Polyxena gewendet, spricht sie, sie solle sich freuen, denn Kassandra und Andromache würden gerne ihr Hochzeitsgemach haben. (V. 955–968)
  - Darauf ergreift Andromache das Wort und beklagt das Schicksal der Frauen, in alle Richtungen zerstreut zu werden, während Polyxena in Troja sterben werde. (V. 969–971)
  - Helena antwortet ihr, dass sie, wenn sie erst ihr Los kennte, sie noch mehr beneiden werde. Helena berichtet, von Andromache immer wieder unterbrochen, von der Verlosung der Frauen. Andromache sei Phyrros, Kassandra Agamemnon und Hekabe Odysseus zugefallen. (V. 972–980)
  - Hekabe kritisiert Schicksal und Götter wegen der ungerechten Verlosung. Sie beklagt zwar ihre Zulosung, tröstet sich aber damit, dass ihr Schicksal sie auf der Überfahrt begleiten werde. Dann sieht sie Phyrros kommen und fordert ihn auf, sie zu töten. Sie wirft ihm Handeln gegen Götter und Manen vor. Daher erfleht sie für die Überfahrt der griechischen Flotte Stürme und deren Untergang. Das gelte auch für ihr eigenes Schiff. (V. 981–1008)
- Chor der Troerinnen
  - Der Chor singt über den Trost geteilten Leides. Erst ein Vergleich mit glücklichen Menschen zeige das eigene Leid. Wenn alle unglücklich seien, sei es leichter zu ertragen. Erst wenn die griechische Flotte durch die Elemente hin und her geworfen werde, löse sich der Schmerz. Dann könne man auf dem Meer am qualmenden Rauch und am trüben Nebel die Lage Trojas erkennen. (V. 1009–1055)

### Akt V
- Bote, Hekabe, Andromache
  - Ein Bote kommt, der sich an die anwesenden Andromache und Hekabe wendet. Fürchterliche Schicksalsschläge und Verbrechen eines 10-jährigen Krieges habe Mars mitangesehen. Er berichtet von  Polyxenas und Astyanax' Hinrichtungen. Beide gingen gefasst in den Tod. (V. 1056–1064)
  - Andromache fordert einen ausführlichen Bericht. (V. 1065-967)
  - Zuerst berichtet er von Astyanax, der an der Hand von Odysseus zum Ort der Hinrichtung gebracht wurde. Es handelte sich um den Turm, von dem aus Priamos seinem Enkel die Kämpfe seines Vaters gegen die Griechen zeigte. Viele schaulustige Griechen hätten sich unten versammelt. Während Odysseus noch die rituellen Formen erfüllte, blickte Astyanax stolz, mutig und tränenlos um sich und sprang aus eigenem Antrieb hinab. (V. 1068–1103)
  - Andromache klagt die Griechen an, etwas nie Dagewesenes getan zu haben. (V. 1104–1109)
  - Der Bericht geht weiter mit der Schilderung des zerschmetterten Leichnams, worin Andromache eine Ähnlichkeit mit dem Schicksal seines Vaters sieht. (V. 1110–1117) Die Griechen seien im Bewusstsein ihres Verbrechens in Tränen ausgebrochen, was sie nicht hinderte, sich zum nächsten Tatort zu begeben. Die wankelmütige Menge, die in ihrer Mehrheit das Verbrechen verabscheute, sah einen von Helena als Brautführerin angeführten Hochzeitszug. Die Zuschauer waren bewegt von der Schönheit der Braut, ihrer Jugend, dem Wandel der Dinge und dem Mut Polyxenas. (V. 1118–1146) Hinter ihr sei Phyrros bis zu Achilleus’ Grabhügel gegangen. Dort wandte sich die junge Frau direkt Phyrros zu, starrte ihn mutig an und legte, selbst tödlich von Phyrros’ Schwert getroffen, ihren Stolz nicht ab. Alle, Trojaner und Griechen, weinten über die Opferung Polyxenas. Ihr Blut versickerte im trojanischen Boden. (V. 1147–1164)
  - Hekabe wünscht sich jetzt die Abfahrt der Griechen. Sie selbst wisse nicht, worüber sie mehr weinen solle, über ihr Schicksal oder das Schicksal ihrer Enkel, das ihres Mannes oder Trojas. Sie suche den Tod, der sie bisher in allen Gefahren verschonte, während er alle übrigen traf. (V. 1165–1177)
  - Der griechische Bote schickt die gefangenen Frauen zur abfahrbereiten Flotte. (V. 1178–1179)

## Datierung
Die Datierung der einzelnen Seneca-Tragödien wird in der Forschung allgemein als schwierig angesehen. Konrad Heldmann vermisst „Sicheres“ und Joachim Dingel verweist auf „wenig Bekanntes“. Allerdings gibt es einzelne zeitgenössische Philologen, die sich diesem Aspekt mehr gewidmet haben. So erarbeitet Joachim Dingel eine relative Datierung der Tragödien Senecas (2009). Die Troades sind auf der Grundlage von parallelen Textbeobachtungen für Dingel die fünfte Tragödie.
Dagegen ordnet John G. Fitch die Troades aus stilistischen Erwägungen in die gleiche Abfassungszeit wie den Herkules ein, die er auf kurz vor 54 n. Chr. legt. Das Archive of Performances of Greek and Roman Drama rechnet daher mit einem Zeitraum von fünf Jahren ab Herkules.

## Literarische Quellen und Vorlagen
Die Ereignisse rund um den Fall Trojas stehen in einer reichen literarischen, mythographischen und künstlerischen Tradition.
Michael von Albrecht und Anthony J. Boyle weisen darauf hin, dass Seneca die augusteische Dichtersprache sehr vertraut ist. So sucht Seneca stilistisch und inhaltlich eine große Nähe zu Ovid. Rainer Jacobi hat für die Troades 99 Imitationen Ovids feststellen können. Seneca greift u. a. Elemente von Ovids Schilderung von Polyxenas Tod aus dem 13. Buch der Metamorphosen auf. Auch das römische Nationalepos, Vergils Aeneis, hat viele Spuren in seinem Drama hinterlassen, besonders das 2. Buch ist hier zu nennen. Das literarisch gebildete Publikum fand allerdings bei Seneca ein völlig anderes Bild von Troja.
Die Leiden der trojanischen Bevölkerung nach dem Fall Trojas boten Stoff für viele Dramen, aber trotz einzelner Ähnlichkeiten scheint keines der Dramen ausschließlich Quelle und Ursprung von Senecas Stück gewesen zu sein. Sophokles’ Polyxena, die heute verloren ist, enthielt einen Auftritt von Achilles’ Geist, der Polyxenas Tod forderte. Euripides’ Troerinnen sind trotz eines identischen Titels und einer grundlegenden Ähnlichkeit der Situation mit Senecas Stück weder in Handlung noch in Dramaturgie ähnlich. Euripides’ Hekabe ist in mancher Hinsicht näher dran: Sie behandelt den Tod von Polyxena und stellt eine Parallele zum Tod eines anderen jungen Trojaners, Polydorus, her.
Alle römischen Dramen zu diesen Ereignissen sind verloren gegangen, darunter sicherlich auch einige, die heute nicht einmal dem Titel nach bekannt sind. In Accius’ Astyanax versucht Andromache, ihren Sohn zu verstecken, allerdings in den Hügeln und nicht im Grab. Es ist denkbar, dass Ennius’ Andromache (Aechmalotis) den Tod von Polyxena ebenso behandelt wie den von Astyanax.
John G. Fitch schließt daraus insgesamt, dass Seneca unabhängig von literarischen Vorbildern schrieb. Seine Arbeitsweise mache es unwahrscheinlich, dass er sich eng an ein einziges Modell hielt. Diese Arbeitsweise nennt A. J. Boyle Recycling: “And Troades rewrites and recycles these texts self-consciously. Overt textual allusion and metaliterary language make of Troades a self-reflective, multi-referential text, which engages in a constant and pervasive counterpoint with the dramatic and poetic tradition.”

## Rezeption
Auch wenn eine antike Edition nach dem Tod von Seneca denkbar ist, ist sie doch nicht nachweisbar. Leichte Spuren finden sich bei Senecas Neffen Lucan, dann erst bei Ausonius, Prudentius und Rutilius Claudius Namatianus. Fündig werden wir auch beim Kirchenvater Hieronymus in seinem BuchVita Malchi. Auch Senecas innovative Chor-Lieder beeinflussten Autoren von Gaius Caesius Bassus bis Boethius.
Im Mittelalter war die Lektüre und Kenntnis von Senecas Tragödien äußerst selten. Die erhaltenen Codices, die Teile der Troades enthalten, sind alle mittelalterlichen Ursprungs. Parisinus Lat. 8071 mit den Excerpta Thuanea stammt aus dem neunten Jahrhundert. Laurentianus Plut. 37.13 (Etruscus) wurde im elften Jahrhundert geschrieben. Die wichtigsten Codices des anderen Zweigs (A) stammen aus dem dreizehnten
Jahrhundert.
Antoni de Vilaragut i Visconti (1336–1400) soll die erste Übersetzung in eine europäische Sprache, ins Katalanische besorgt haben. Die erste gedruckte Edition aller Tragödien erschien 1514 in Paris. In den folgenden zwei Jahrhunderten erreichten die Tragödien Senecas den Höhepunkt ihrer Popularität. Die besondere Beliebtheit Senecas im England des 16. Jahrhunderts zeigte sich an der ersten belegbaren Aufführung (Trinity College (Cambridge), 1551), den Übersetzungen ins Englische durch Jasper Heywood (1535–1598) und der ersten englischen Tragödie Gorboduc, im Aufbau von Seneca inspiriert.
Auch in den Niederlanden war Seneca als Tragiker beliebt. Ab 1588 werden erste kommentierte Editionen publiziert. Für Joseph Justus Scaliger waren die Troerinnen die beste Seneca-Tragödie („omnium Senecae […] princeps“). Daniel Heinsius hielt sie für weit besser als die Hekabe des Euripides, eine „Divina Tragoedia“.
Hugo Grotius nannte sie „Regina Tragoediarum“.
Die europäische Senecarezeption fand auch in Deutschland Rückhall.  Doch unterschied sie sich in einzelnen Aspekten, das bürgerliche Publikum zog im 16. Jahrhundert Terenz vor.
Erst im 17. Jh. stieg Senecas Popularität und beeinflusste die dramatische Bühne. „Vor allem aber bleibt Seneca in diesem Zeitalter rhetorischer und poetischer Regeln das Paradigma für die Tragödie.“ Beispiele sind Andreas Gryphius und Daniel Casper von Lohenstein.
„Der erste deutschsprachige Autor von Format, der sich umfassend mit Seneca beschäftigt, ist Martin Opitz (†1639 in Danzig).“
1625 beendete Opitz die erste deutsche Übersetzung einer Seneca-Tragödie, die Trojanerinnen. „Seine Übertragung in deutsche Alexandriner ist breiter als das Original; der in ihr spürbare Rationalismus paßt zu der Vorstellung eines mehr lateinisch als griechisch geprägten ‚vorbarocken Klassizismus‘ oder ‚Späthumanismus‘.“
Opitz sah die Trojanerinnen als „die schönste vnter den Römischen Tragödien.“
Ab dem 18. Jahrhundert sinkt das Ansehen Senecas. Besonders scharf kritisiert ihn August Wilhelm Schlegel im 19. Jahrhundert: „Mit den alten Tragödien, jenen höchsten Schöpfungen des poetischen Genius der Griechen, haben diese nichts weiter gemein als den Namen, die äußre Form und die mythologischen Stoffe; und doch stellen sie sich neben jene, sichtbar in der Absicht, sie zu überbieten, was sie ungefähr so leisten, wie eine hohle Hyperbel gegen die innigste Wahrheit“. In ihrer Kritik an den Troerinnen folgen ihm Julius Leopold Klein (1865)  Otto Ribbeck (1892).
In Deutschland führt erst Otto Regenbogen eine Wende herbei, indem er anhand des 3. Aktes der Troerinnen die Auflösung des Dramenkörpers in individuelle Szenen und seine Neuformung statt einer Imitation des vorliegenden Materials als Leistungen Senecas würdigt.
Eine Vielzahl von Arbeiten widmet sich heute den dramatischen Werken Senecas. Atze J. Keulen hebt eine Erkenntnis besonders hervor: „Vor allem aber ist deutlich geworden, dass dieses „Glied in der Kette“ als ein Kind seiner Zeit zu beurteilen ist. Seine griechischen Vorgänger, trotz der Ähnlichkeit des Stoffes, sollten nicht der Hauptmaßstab für die Bewertung sein.“

## Aufführungen
Während es nicht gelungen ist für Antike und Mittelalter eine Aufführung nachzuweisen, hat es nach 1551 bis 2004 laut Archive of Performances of Roman & Greek Drama der Universität Oxford 66 Inszenierungen gegeben. Noch nicht eingerechnet sind Inszenierungen des Instituts für Klassische Philologie der Universität München (1993) unter der Regie von Wilfried Stroh und des Instituts für Klassische Philologie, Mittel- und Neulatein der Universität Wien (2018) unter der Leitung von Andreas Heil.

## Deutung und Einordnung
„Da viele Helden Senecas vorsätzlich das Böse tun, muß man
gewärtigen, daß die aristotelische Vorstellung von Tragik hier durchbrochen
wird - nicht etwa aus Unvermögen, sondern weil ein andersartiges Daseinsgefuhl zugrunde liegt. Das Drama ist entgöttert; die Gesellschaft hat ihr Recht auf Wertsetzung verscherzt; der Mensch, aus religiöser und politischer Gewalt entlassen, erlebt seine Freiheit wie einen Rausch.“

„Der Intellektuelle des ersten nachchristlichen Jahrhunderts hingegen empfand den Lauf der Geschichte, die von den Kaisern bestimmt wurde, als ungerecht. Dennoch behielten Seneca in den Troades und Lukan in seinem schneidenden Paradoxon die Fatum-Konzeption – unter umgekehrtem Vorzeichen – bei: Rom erschien ihnen zum Bösen verdammt. Eine orthodox stoische Konzeption war das natürlich nicht. Es ist der verzweifelte Aufschrei eines Stoikers. Frei handelte der Mensch auch bei Livius und Vergil. Aber was dort eine Freiheit zum Guten war, wurde bei Seneca und Lukan eine Freiheit zum Bösen.“

„Wenn er auch nicht mehr der „moderne“ Dichter und Prosaiker ist, der er für die Römer war, so verwischt doch sein Bild vom Menschen, seine Darstellung der Menschen in ihrem inneren Kampf zwischen Ratio und Affekt und ihrer Reaktion auf die äußere unharmonische Welt die Distanz von fast zwei Jahrtausenden.“

## Textausgaben (Auswahl)

### Kommentierte Ausgaben
- Atze J. Keulen: L. Annaeus Seneca: Troades. In: Mnemosyne: Supplementum. Band 212. Brill, Leiden, Boston 2000, ISBN 90-04-12004-1.
- Anthony J. Boyle: Seneca’s Troades: Introduction, Text, Translation and Commentary. Leeds 1994, ISBN 978-0-905205-88-5.
- Elaine Fantham: Seneca’s Troades: A Literary Introduction with Text, Translation and Commentary. Princeton University Press, Princeton 1982, ISBN 978-0-691656-17-5.
- L. Annaeus Seneca: Troades. In: Seneca: Tragoediae (herausgegeben und kommentiert von Rudolf Peiper, Gustav Richter). Teubner, Leipzig 1902.

### Zweisprachig Latein – Deutsch
- Seneca: Troades. In: Seneca: Sämtliche Tragödien (Übersetzt und kommentiert von Theodor Thomann), Band 1. Artemis Verlag, Zürich, Stuttgart 1961, S. 157–237.